# Babergh
Babergh è un distretto del Suffolk, Inghilterra, Regno Unito, con sede a Hadleigh.
Il distretto fu creato con il Local Government Act 1972, il 1º aprile 1974 dalla fusione del borough di Sudbury con il distretto urbano di Hadleigh, col distretto rurale di Cosford, il distretto rurale di Melford ed il distretto rurale di Samford.

## Parrocchie civili
- Acton
- Aldham
- Alpheton
- Arwarton
- Assington
- Belstead
- Bentley
- Bildeston
- Boxford
- Boxted
- Brantham
- Brent Eleigh
- Brettenham
- Bures St. Mary
- Burstall
- Capel St. Mary
- Chattisham
- Chelmondiston
- Chelsworth
- Chilton
- Cockfield
- Copdock e Washbrook
- East Bergholt
- Edwardstone
- Elmsett
- Freston
- Glemsford
- Great Cornard
- Great Waldingfield
- Groton
- Hadleigh
- Harkstead
- Hartest
- Higham
- Hintlesham
- Hitcham
- Holbrook
- Holton St. Mary
- Kersey
- Kettlebaston
- Lavenham
- Lawshall
- Layham
- Leavenheath
- Lindsey
- Little Cornard
- Little Waldingfield
- Long Melford
- Milden
- Monks Eleigh
- Nayland-with-Wissington
- Nedging-with-Naughton
- Newton
- Pinewood
- Polstead
- Preston St. Mary
- Raydon
- Semer
- Shelley
- Shimpling
- Shotley
- Somerton
- Sproughton
- Stanstead
- Stoke-by-Nayland
- Stratford St. Mary
- Stutton
- Sudbury
- Tattingstone
- Thorpe Morieux
- Wattisham
- Wenham Magna
- Wenham Parva
- Whatfield
- Wherstead
- Woolverstone